# Dikaja liga
Dikaja liga (russisk: Дикая лига) er en russisk spillefilm fra 2019 af Andrej Bogatyrjov og Art Camacho.

## Medvirkende
- Vladimir Jaglytj
- Adelina Gizatullina som Malika
- Ivan Okhlobystin som Yasja
- Dmitrij Nazarov som Rodion Balasjov
- Jevgenij Korjakovskij